# Mistfjorden (Bodø)
Mistfjorden (pite- og lulesamisk: Missto) er en fjord i Bodø kommune i Nordland fylke i Norge som går  i østlig retning fra indløbet mellem Stegerøya i nord og Ydre Bremnesodden i syd til bunden av Breivika. Fjorden har en længde på 14 kilometer. Medregnet en af de to fjordarme, Nordfjorden eller Sørfjorden, 18 kilometer.
Den østlige del af fjordsystemet ligger i et uberørt og folketomt område i  Sjunkhatten nationalpark. Den ydre del krydses af en færgeforbindelse på fylkesvej 834 mellem Festvåg og Misten. 
Mistfjorden er det geografiske skel mellem halvøen Kjerringøy, i nord, og Bodøhalvøen i syd. Fjeldene langs fjorden når højder på omkring tusind meter, med Misttinden  (644 moh.), Koknestinden (815 moh.) og Kvanntoaksla (790 moh.) på nordsiden og Mjeldefjellet (780 moh.) og Ånsvikfjellet (1.005 moh.) på sydsiden.
I 2007/2008 undersøgte man  mulighederne for at lave en bro med en udrangeret boreplatform som fundament.